# Hendrick Jacobszoon Lucifer
Hendrick Jacobszoon Lucifer (1583-1627) fue un pirata y corsario nacido en Holanda.
El apellido de Hendrick, Lucifer, se refería a un palo de luz, no al ángel caído Lucifer, y probablemente lo utilizó como apodo debido a su uso del fuego y el humo para sorprender a los enemigos.

## Biografía
En 1627, Hendrick estaba a cargo de 3 barcos que transportaban colonos a Guyana para la Compañía Holandesa de las Indias Occidentales, acompañado por otros dos capitanes corsarios. Un encuentro con españoles frente a la costa de Cuba, causado por una colisión cercana con la flota del tesoro hondureña formada de dos barcos permitió a la flota de Hendrick capturar un barco y su contenido por valor de 1,2 millones de florines. Hendrick luchó "tan valiente como un león" (según los tripulantes supervivientes) y mató personalmente a unos diez soldados enemigos en combate cuerpo a cuerpo, antes de ser alcanzado por una bala. Continuó aún con su saqueo, pero otra bala lo alcanzó en el pecho y tuvo que dejar de pelear. Regresó sano y salvo a su barco, y su tripulación terminó con el último de los marineros de la flota de Indias. Lucifer, para entonces herido de muerte, dio la orden de trasladar el botín (1404 cofres de índigo, 4280 pieles de animales, 32 frascos de ungüento balsámico y varios artículos más) a su nave. Luego caminó hacia su cabaña. Se acostó lentamente en la cama, diciendo que iría a descansar, y luego murió a consecuencia de las heridas recibidas durante el encuentro.